# Perigonica
Perigonica là một chi bướm đêm thuộc họ Noctuidae.

## Các loài
- Perigonica angulata Smith, 1890
- Perigonica eldana Smith, 1911
- Perigonica fulminans Smith, 1890
- Perigonica pectinata (Smith, 1888) (đồng nghĩa: Perigonica johnstoni (McDunnough, 1943))
- Perigonica tertia Dyar, 1903 (đồng nghĩa: Perigonica fermata Smith, 1911)